# Grand Prix moto de République tchèque 1998
Le Grand Prix moto de République tchèque 1998 est le dixième rendez-vous de la saison du championnat du monde de vitesse moto 1998. Il s'est déroulé sur le circuit de Masaryk du 21 au 23 août 1998. C'est la 6e édition du Grand Prix moto de République tchèque.

## Classement final500 cm3
| Pos. | Pilote              | Constructeur | Temps/Écart     | Points |
| ---- | ------------------- | ------------ | --------------- | ------ |
| 1    | Max Biaggi          | Honda        | 45 min 12 s 043 | 25     |
| 2    | Àlex Crivillé       | Honda        | +0 s 768        | 20     |
| 3    | Alex Barros         | Honda        | +1 s 546        | 16     |
| 4    | Tadayuki Okada      | Honda        | +2 s 235        | 13     |
| 5    | Norifumi Abe        | Yamaha       | +11 s 817       | 11     |
| 6    | Sete Gibernau       | Honda        | +11 s 946       | 10     |
| 7    | Carlos Checa        | Honda        | +16 s 317       | 9      |
| 8    | Jean-Michel Bayle   | Yamaha       | +18 s 526       | 8      |
| 9    | Régis Laconi        | Yamaha       | +24 s 157       | 7      |
| 10   | Kenny Roberts Jr    | Modenas      | +30 s 549       | 6      |
| 11   | Simon Crafar        | Honda        | +34 s 563       | 5      |
| 12   | Nobuatsu Aoki       | Suzuki       | +38 s 113       | 4      |
| 13   | Ralf Waldmann       | Modenas      | +38 s 525       | 3      |
| 14   | Eskil Suter         | Muz-Weber    | +46 s 145       | 2      |
| 15   | John Kocinski       | Honda        | +53 s 129       | 1      |
| 16   | Jurgen vd Goorbergh | Honda        | +54 s 201       |        |
| 17   | Juan Borja          | Honda        | +1 min 22 s 039 |        |
| 18   | Katsuaki Fujiwara   | Suzuki       | +1 min 30 s 723 |        |
| 19   | Sébastien Gimbert   | Honda        | +1 min 33 s 693 |        |
| 20   | Matt Wait           | Honda        | +1 min 33 s 862 |        |
| 21   | Scott Smart         | Honda        | +1 min 57 s 956 |        |
| Abd. | Fabio Carpani       | Honda        | Abandon         |        |
| Abd. | Mickael Doohan      | Honda        | Abandon         |        |

## Classement final250 cm3
| Pos  | Pilote              | Constructeur | Temps/Écart     | Points |
| ---- | ------------------- | ------------ | --------------- | ------ |
| 1    | Tetsuya Harada      | Aprilia      | 41 min 52 s 318 | 25     |
| 2    | Loris Capirossi     | Aprilia      | +5 s 207        | 20     |
| 3    | Marcellino Lucchi   | Aprilia      | +28 s 254       | 16     |
| 4    | Jeremy McWilliams   | TSR-Honda    | +30 s 432       | 13     |
| 5    | Tohru Ukawa         | Honda        | +30 s 703       | 11     |
| 6    | Haruchika Aoki      | Honda        | +31 s 090       | 10     |
| 7    | Jason Vincent       | TSR-Honda    | +49 s 163       | 9      |
| 8    | Takeshi Tsujimura   | Yamaha       | +49 s 284       | 8      |
| 9    | Luca Boscoscuro     | TSR-Honda    | +49 s 398       | 7      |
| 10   | José Luis Cardoso   | Yamaha       | +50 s 301       | 6      |
| 11   | Stefano Perugini    | Honda        | +57 s 812       | 5      |
| 12   | Luis d'Antin        | Yamaha       | +57 s 996       | 4      |
| 13   | Franco Battaini     | Yamaha       | +1 min 01 s 297 | 3      |
| 14   | Noriyasu Numata     | Suzuki       | +1 min 10 s 103 | 2      |
| 15   | Roberto Rolfo       | TSR-Honda    | +1 min 15 s 633 | 1      |
| 16   | Johann Stigefelt    | Suzuki       | +1 min 15 s 721 |        |
| 17   | Yasumasa Hatakeyama | ERP-Honda    | +1 min 37 s 942 |        |
| 18   | Osamu Miyazaki      | Yamaha       | +1 min 39 s 729 |        |
| 19   | Matthieu Lagrive    | Honda        | +1 min 39 s 892 |        |
| 20   | Davide Bulega       | ERP-Honda    | +1 min 40 s 228 |        |
| 21   | Vladimir Castka     | ERP-Honda    | +1 min 49 s 466 |        |
| 22   | Radomil Rous        | Yamaha       | +1 tour         |        |
| Abd. | Valentino Rossi     | Aprilia      | Abandon         |        |
| Abd. | Federico Gartner    | Aprilia      | Abandon         |        |
| Abd. | Olivier Jacque      | Honda        | Abandon         |        |
| Abd. | Sebastian Porto     | Aprilia      | Abandon         |        |

## Classement final125 cm3
| Pos  | Pilote             | Construction | Temps/Écart     | Points |
| ---- | ------------------ | ------------ | --------------- | ------ |
| 1    | Marco Melandri     | Honda        | 42 min 05 s 161 | 25     |
| 2    | Kazuto Sakata      | Aprilia      | +0 s 038        | 20     |
| 3    | Lucio Cecchinello  | Honda        | +0 s 364        | 16     |
| 4    | Mirko Giansanti    | Honda        | +3 s 745        | 13     |
| 5    | Gianluigi Scalvini | Honda        | +3 s 794        | 11     |
| 6    | Arnaud Vincent     | Aprilia      | +7 s 082        | 10     |
| 7    | Hiroyuki Kikuchi   | Honda        | +7 s 144        | 9      |
| 8    | Roberto Locatelli  | Honda        | +7 s 260        | 8      |
| 9    | Ivan Goi           | Aprilia      | +9 s 179        | 7      |
| 10   | Frédéric Petit     | Honda        | +12 s 170       | 6      |
| 11   | Steve Jenkner      | Aprilia      | +15 s 272       | 5      |
| 12   | Angel Nieto Jr     | Aprilia      | +33 s 909       | 4      |
| 13   | Enrique Maturana   | Yamaha       | +35 s 083       | 3      |
| 14   | Gino Borsoi        | Aprilia      | +35 s 333       | 2      |
| 15   | Yoshiaki Katoh     | Yamaha       | +54 s 524       | 1      |
| 16   | Andrea Iommi       | Honda        | +1 min 14 s 415 |        |
| 17   | Christian Manna    | Yamaha       | +1 min 30 s 848 |        |
| 18   | Igor Kalab         | Honda        | +2 min 05 s 233 |        |
| 19   | Michal Brezina     | Honda        | +2 min 06 s 630 |        |
| 20   | Bohuslav Seifert   | Honda        | +1 tour         |        |
| Abd. | Martin Psotny      | Honda        | Abandon         |        |
| Abd. | Jaroslav Huleš     | Honda        | Abandon         |        |
| Abd. | Jakub Smrz         | Honda        | Abandon         |        |
| Abd. | Jeronimo Vidal     | Aprilia      | Abandon         |        |
| Abd. | Tomomi Manako      | Honda        | Abandon         |        |
| Abd. | Federico Cerroni   | Aprilia      | Abandon         |        |
| Abd. | Youichi Ui         | Yamaha       | Abandon         |        |
| Abd. | Masao Azuma        | Honda        | Abandon         |        |
| Abd. | Emilio Alzamora    | Aprilia      | Abandon         |        |
| Abd. | Masaki Tokudome    | Aprilia      | Abandon         |        |